# Martina Hentschel
 Martina Hentschel  (* 5. November 1971) ist eine deutsche Physikerin und Hochschullehrerin. Sie erhielt 2011 den Hertha-Sponer-Preis.

## Leben und Forschung
Hentschel schloss ihren Schulbesuch am Martin-Andersen-Nexö-Gymnasium in Dresden 1990 mit dem Abitur ab. Danach studierte sie Physik an der Technischen Universität Dresden und erhielt 1992 das Vordiplom und 1997 das Diplom. Zwischenzeitlich studierte sie von 1993 bis 1994 am Imperial College London und erhielt 1994 das Imperial College International Diploma. Von 1997 bis 1998 war sie wissenschaftliche Mitarbeiterin an der Technischen Universität Dresden und anschließend bis 2002 am Max-Planck-Institut für Physik komplexer Systeme in Dresden. 2000 war sie Gastforscherin in der Forschungsgruppe von A. Douglas Stone im Department of Applied Physics an der Yale University in New Haven. 2001 promovierte sie in Dresden mit der Dissertation: Mesoscopic wave phenomena in electronic and optical ring structures. Von 2002 bis 2004 war sie Postdoc an der Duke University in Durham, North Carolina, von 2004 bis 2006 wissenschaftliche Assistentin an der Universität Regensburg und von 2006 bis 2012 Leiterin der Emmy Noether Gruppe „Mesoscopic Systems“ am Max-Planck-Institut für Physik komplexer Systeme in Dresden. Von 2012 bis 2020 war sie Professorin für theoretische Physik und Computational Physics an der Technischen Universität Ilmenau. Seit 2020 ist sie Professorin für Theoretische Physik komplexer dynamischer Systeme an der Technischen Universität Chemnitz. Sie ist verheiratet und ihre drei Kinder wurden 2009, 2010 und 2012 geboren.

## Auszeichnungen
- 2011: Hertha-Sponer-Preis, Deutsche Physikalische Gesellschaft
- 2006–2008: Emmy-Noether Fellowship, Deutsche Forschungsgemeinschaft
- 2002–2004: Feodor-Lynen Fellowship, Alexander-von-Humboldt-Stiftung
- 2008–2010:  Fellowship im Programm “Fast Track”, Robert Bosch Stiftung
- 1993, 2000: Stipendiatin des Deutschen Akademischen Austauschdienstes
- 1991–1997: Stipendiatin der Studienstiftung des deutschen Volkes
- 2016: Scientific Equipment grant, Deutsche Forschungsgemeinschaft (DFG)/Thüringen
- 2007–2013: Research Grant as project leader of the DFG Research Unit 760

## Schriften (Auswahl)
Allgemeinverständliche Übersichtsartikel:
- Quantenchaos, in:  Deborah Duchardt, Andrea B. Bossmann, Cornelia Denz: Vielfältige Physik, 2019, ISBN 978-3-662-58034-9
- Billards für Licht, Physik Journal, 2011
- Chaotic Microlasers, Scholarpedia 2015,

Vollständige Publikationsliste (pdf)